# دیزی-ل-گروس
دیزی-ل-گروس (به فرانسوی: Dizy-le-Gros) یک کمون (فرانسه) در فرانسه است که در ان (ا-دو-فرانس) واقع شده‌است. دیزی-ل-گروس ۱۹٫۹۶ کیلومتر مربع مساحت دارد ۱۳۷ متر بالاتر از سطح دریا واقع شده‌است.